# Cmentarz Żołnierzy Radzieckich w Augustowie
Cmentarz Żołnierzy Radzieckich w Augustowie – cmentarz żołnierzy Armii Czerwonej, poległych w Augustowie i okolicach w czasie II wojny światowej.
Cmentarz znajduje się w północno-zachodnim narożniku cmentarza parafialnego w Augustowie. Wyodrębniony jest oddzielnym parkanem. W latach 1948–1949 złożono na nim ekshumowane szczątki 1509 żołnierzy radzieckich, poległych na terenie powiatu augustowskiego (ewidencja pochowanych znajduje się w Urzędzie Miejskim w Augustowie). W 1954 na środku cmentarza wzniesiono betonowy obelisk z pięcioramienną gwiazdą, na którym umieszczono napis: „Żołnierzom Armii Radzieckiej poległym na tej ziemi w latach 1941–1944 w walce z faszyzmem, mieszkańcy Augustowa”.